# Жилой дом Сахаротреста
Жилой дом Сахаротреста — здание в Москве (2-я Тверская-Ямская улица, дом 38). Дом был построен в 1931 году в стиле конструктивизма по проекту архитектора О. А. Стапрана для кооператива «Сахаротрест». Он предназначался для иностранных специалистов, занятых в советской сахарной промышленности. 20 октября 2017 года здание получило статус выявленного объекта культурного наследия. Сохранилась его первоначальная объемно-пространственная и планировочная структура. Архитектура характерна для конструктивистских построек конца 1920-х — начала 1930-х годов.

## Архитектура
Многоквартирный пятиэтажный дом выходит своим фасадом на улицу Чаянова и торцом на 3-ю Тверскую-Ямскую. На фасаде устроены прямоугольные эркеры. Композиционным центром сооружения является шестиэтажная башня на углу улиц Чаянова и 2-й Тверской-Ямской. На ней имеются большие балконы и панорамное остекление.
Квартиры в доме двух-, трёх- и четырёхкомнатные. Для иностранных специалистов предназначались этажи с первого по четвёртый, а на пятом было общежитие коридорного типа. В угловой башне размещались туалеты, душевые и комната отдыха. В подвале находились подсобные помещения и зал собраний домоуправления. После Великой Отечественной войны к подъездам с внешней стороны пристроили остеклённые лифтовые шахты, не предусмотренные первоначальным проектом.